# Любарский, Михаил Семёнович
Михаил Семёнович Любарский (16 января 1950 года, Новосибирск, СССР — 28 мая 2015 года, Новосибирск, Россия) — советский и российский хирург, лимфолог, член-корреспондент РАМН (2002), член-корреспондент РАН (2014).

## Биография
Родился 16 января 1950 года в Новосибирске.
В 1973 году окончил Новосибирский государственный медицинский институт, затем по 1975 год — обучение в клинической ординатуре по специальности «хирургия».
С 1975 по 1989 годы — ассистент кафедры госпитальной хирургии Новосибирского государственного медицинского института.
В 1978 году защитил кандидатскую диссертацию тема: «Нарушения микроциркуляции и гемокоагуляции при механической желтухе и их коррекция».
В 1989 году защитил докторскую диссертацию, тема: «Местное лечение сорбционными углеродминеральными препаратами гнойно-септических заболеваний».
С 1989 по 2015 годы — заведующий лабораторией клинической лимфологии (1989—1990), заведующий отделом клинической лимфологии (1990—1993), заместитель директора по научной работе Научно-исследовательского института клинической и экспериментальной лимфологии Сибирского отделения РАМН и руководитель клиники НИИКЭЛ СО РАМН (1993—2015).
В 2002 году избран членом-корреспондентом РАМН.
В 2014 году стал членом-корреспондентом РАН (в рамках присоединения РАМН и РАСХН к РАН).
Умер 28 мая 2015 года. Похоронен на Заельцовском кладбище Новосибирска (квартал 103).

### Семья
- отец — Любарский Семён Романович (1903—1978), был главным хирургом округа Первой ударной армии, в последующем — главным хирургом Сибирского военного округа.
- мать — Любарская Клавдия Ильинична (1919—1991), заслуженный врач РФ, главный врач клинической больницы № 11 г. Новосибирска.
- супруга — Любарская Наталья Ивановна, врач-педиатр.
- сын — Любарский Семён Михайлович.

## Научная деятельность
Вел разработку и экспериментальное обоснование начатых основателем НИИ лимфологии академиком Бородиным Ю. И. оригинальных методик клинической лимфологии, имеющих целью положительное лечебное воздействие на организм человека непосредственно через лимфатическую систему либо опосредовано через другие системы.
Разработал концепцию многокомпонентной многоуровневой лимфодетоксикации.
Автор более 500 научных работ, в том числе 22 монографии, автор более 60 изобретений.
Под его руководством защищено 23 докторских и более 60 кандидатских диссертаций.

### Избранные монографии
- «Местная сорбционная терапия перитонита» (1994)
- «Отеки конечностей (очерки по клинической лимфологии» (2004)
- «Синдром диабетической стопы (очерки по клинической лимфологии)» (2005)
- «Избранные вопросы гнойной хирургии» (руководство для врачей (2007)
- «Лимфотропные технологии в торакальной хирургии» (2008)
- «Эндотоксикоз, энтеросорбция, энтеросгель» (2008)

## Награды
- Орден Почёта (2002)[4]
- Заслуженный врач Российской Федерации (1997)[5]
- Государственная премия Кыргызской Республики в области науки и техники (2008)[6]